# نبرد کرکوک (۱۷۳۳)
نبرد کرکوک که به نبرد آق دربند نیز معروف است، آخرین نبرد نادرشاه در لشکرکشی بین‌النهرین، جایی که او انتقام ناکامی قبلی خود در نبرد سامرا و فتح بغداد را از سردار عثمانی توپال عثمان پاشا گرفت که در آن نادر پس از شکست دادن و کشتن او در نبرد به انتقام مناسبی دست یافت. این نبرد یکی دیگر از سلسله پیروزی‌ها و تراژدی‌های به ظاهر غیرقابل پیش‌بینی برای هر دو طرف بود، زیرا جنگ به شدت از یک طرف به طرف دیگر تغییر می‌کرد. اگرچه این نبرد با پیروزی کوبنده ایرانیان به پایان رسید، اما به دلیل شورش فزاینده در جنوب ایران به رهبری محمدخان بلوچ، مجبور به عقب‌نشینی از منطقه شدند. این شورش در واقع مزایای استراتژیک پیروزی بزرگ نادر را از دست داد که اگر فرصتی برای از سرگیری کارزار خود داشت، شامل تصرف بغداد نیز می‌شد.

## زمینه
شکستی که نادر در نبرد سامرا پذیرفته بود، اثراتی فراتر از نتایج فوری کاهش ۳۰۰۰۰ نفری نیروی نادر و نجات بغداد از چنگ او داشت. بر از دست دادن تعداد زیادی از رزمندگان مجرب و تجهیزات گرانبها نمی‌توان به راحتی غلبه کرد و اولین وظیفه‌ای که نادر با آن روبرو شد، بازگرداندن روحیه رزمندگانش بود که تا آن زمان خود را شکست ناپذیر می‌پنداشتند و این بی‌دلیل نبود، زیرا چیزی جز این نبودند، پیروز در همه رویارویی‌ها. او با احضار افسران خود شروع به اعتراف به اشتباهات خود کرد: ...[نادر] سرنوشت خود و مردانش را یکسان دانست و فداکاری‌ها و دلاوری‌های گذشته را به آنها یادآوری کرد و به آنها قول داد که خاطره شکست را پاک کند. از این رو، او مورد تحسین افسران و سربازان خود قرار گرفت و ضمن القای روحیه جنگجویی تازه در روح رزمندگان خود، اطمینان حاصل کرد که آنها در رویارویی آتی با ترک‌ها اکراه نشان نخواهند داد.
شورشی در جنوب ایران به رهبری محمدخان بلوچ که توده قابل توجهی از نارضایتی‌ها را دور خود جمع کرد و مردان بیشتری از قبایل عرب محلی در منطقه تأمین شد، آغاز شد. راه حل نادر ابتدا رفع مشکل توپال پاشا و سپس درهم شکستن شورش محمدخان بود.
ابعاد سیاسی نیز وجود داشت، زیرا نادر مشتاق بود تا شهرت خود را اصلاح کند، زیرا اخبار شکست او در سامرا در ایران پخش می‌شد و خاک حاصلخیز برای هر گونه شورش از درون می‌شد. مشخص نیست که نادر تا چه حد خواهان فرصتی برای ترمیم نفس و همچنین شهرت خود با شکست دادن توپال پاشا بود که تنها مردی بود (به راستی تنها مردی بود) که او را در میدان نبرد به شکست رساند. نادر به سرعت به بازسازی ارتش خود برای رویارویی دیگر با توپال پاشا پیروز پرداخت.
توپال پاشا همچنین مشتاق جبران خسارات سپاه خود بود که مجموعاً ۲۰۰۰۰ مرد یا از هر ۴ نفر، یک را در ارتش خود متحمل شد. با ارسال درخواست به استانبول، او همچنین خواستار جایگزینی ژنرال جوان‌تر شد (توپال پاشا در آن زمان تقریباً ۷۰ سال داشت). با این حال، در زمان تهاجم بعدی ایران به عراق، او موفق شد یک ارتش یکصدهزار نفری را تشکیل دهد.
در ابتدا عناصری از ارتش‌های دو طرف در منطقه لیلان واقع در جنوب کرکوک با هم درگیر شدند. این درگیری که نتیجه قاطعی نداشت منجر به عقب‌نشینی نیروهای عثمانی به کرکوک شد. قلعه سورداش در شمال شرق کرکوک به دست نیروهای ایرانی افتاد. جاسوسان نادر به او خبر دادند یک قوای ۱۲ هزار نفره از راه دره آق دربند در حال نزدیک شدن است. توپال پاشا این نیرو را به فرماندهی ممش پاشا به عنوان گارد پیشرو فرستاده بود و خود به همراه بدنه اصلی ارتش عثمانی در پی می‌آمد. نادر نیز طلایه‌ای تحت فرمان حاجی بیگ خان اعزام داشت تا قوای ممش پاشا را به سوی قوای اصلی ارتش ایران بکشاند. نیروهای ممش پاشا با تعقیب قوای حاجی بیگ خان به کمین ۱۵ هزار سرباز ایرانی افتادند که ظرف مدت کوتاهی آنان را با آتش باری سنگین از دو طرف منهدم کردند. ممش پاشا که اندکی پیش خبر شکست ایرانیان را به توپال عثمان داده بود و تقاضای نیروی بیشتری برای تعقیب آنان داشت، در این کمین کشته شد.

## جزئیات جنگ

### مرحله اول
شکست قوای ممش پاشا سبب شد بدنه اصلی سپاه نادر به سرعت به سوی نیروهای عثمانی که ۵ کیلومتر با آنان فاصله داشتند پیشروی کند. توپال عثمان که حس می‌کرد اتفاقات متفاوتی رخ خواهد داد پیشروی اش را متوقف کرد تا به صفوف نیروهایش نظم بدهد. با نزدیک شدن به قوای دشمن، نادر پیاده‌هایش را به خط کرد و برای درگیری با ینی چری‌ها فرستاد. برای مدت دو ساعت، پیاده‌های ایران و عثمانی در حال آتش باری به سوی یک دیگر بودند.
در عصر تفنگ‌های فتیله‌ای و اسب، شلیک‌های اولیه مهم‌ترین شلیک‌ها بودند. سر و صدا، دود و گرد و خاک ناشی از شلیک انبوه تفنگ‌ها و توپ خانه آن دوران دید سربازان و افسران را مختل می‌کرد. در چنین وضعیتی شلیک‌های اولیه بودند که تأثیر بیش تری داشتند و هرج و مرج از تأثیر آتش باری‌های نوبت بعد می‌کاست. یکی از مشکلات فرماندهان این دوره، مؤثر نبودن فرمان پایان آتش باری و اجرای فرامین بعدی بود. یک یگان تفنگ چی همواره این مشکل را داشت که ممکن بود تا پایان نبرد سر جای خود بماند و به آتش باری بی فایده و عدم تحرک ادامه دهد.

### مرحله نهایی
تفنگداران ایرانی در این مرحله از نبرد نظم بالای خود را نشان دادند. پس از دو ساعت آتش باری، آنان فرمان افسران خود را به خوبی اجرا کردند و با متوقف کردن تیراندازی، شمشیر کشیده و به صفوف ینی‌چری‌ها حمله کردند. نادر ضمن زمان‌بندی مناسب در همین لحظه جناح‌های راست و چپ سواره‌نظام خود را، هر کدام به استعداد ۱۵ هزار سوار، به حرکت درآورد. جناح راست را حاجی بیگ خان فرماندهی می‌کرد و نادر شخصاً فرماندهی جناح چپ را بر عهده داشت. نقشه نادر این بود که سواره نظام از جناحین و پیاده‌ها از روبرو نیروهای عثمانی را از پا درآورند.
این حمله شدید صفوف ینی‌چری‌ها را کاملاً متلاشی کرد. توپال عثمان که سرنوشت ناخوشایندی را در برابر چشمانش می‌دید، سوار بر اسب مستقیماً وارد میدان نبرد شد. فرمانده پیر رومیّه (عثمانی) از سردار ایرانی که به تازگی در سامراء شکستش داده بود فریب خورده بود. اما غرور نظامی توپال عثمان باعث شد مرگ در میدان نبرد را بر فرار ترجیح دهد. توپال عثمان دو بار در حین نبرد مورد اصابت گلوله قرار گرفت و سرانجام یک سوار ایرانی به نام اللهیار خان گرایلی سرش را از تنش جدا کرد و برای نادر برد.
نبرد با تلفات ۲۰هزار نفره سپاه عثمانی خاتمه یافت و تمامی توپخانه و تدارکات نیز به دست سپاه نادر افتاد. انتقام شکست سامراء گرفته شده بود. نادر به احترام سردار پیر عثمانی و به پاس شجاعتش، سر و جسد او را به همراه هم با حفظ تشریفات ویژه به قاضی عسکر عبدالکریم افندی سپرد تا در خاک عثمانی دفن گردد.

## نتیجه جنگ
پس از کشته شدن سردار عثمانی، عثمانیان شکست خوردند. پیروزی در این جنگ نه تنها شکست قبلی را جبران کرد، بلکه باعث شد عثمانیان با وصول خبر شکست، تبریز را ترک کنند. همچنین متصرفات ایران در غرب به زمان شاه سلطان حسین بازگشت.